# Buick Wildcat
Pour les articles homonymes, voir Wildcat.
 (juin 2023).
L'appellation Buick Wildcat a été utilisée pour la première fois en 1953 par le constructeur américain Buick sur une voiture prototype, puis en 1954 et 1955 sur deux autres voitures prototypes connues sous le nom de Wildcat II et Wildcat III.
En 1985, un autre prototype porta le nom de Wildcat et à la fin des années 1990, un prototype de Riviera portait aussi ce nom.

## Origine du nom

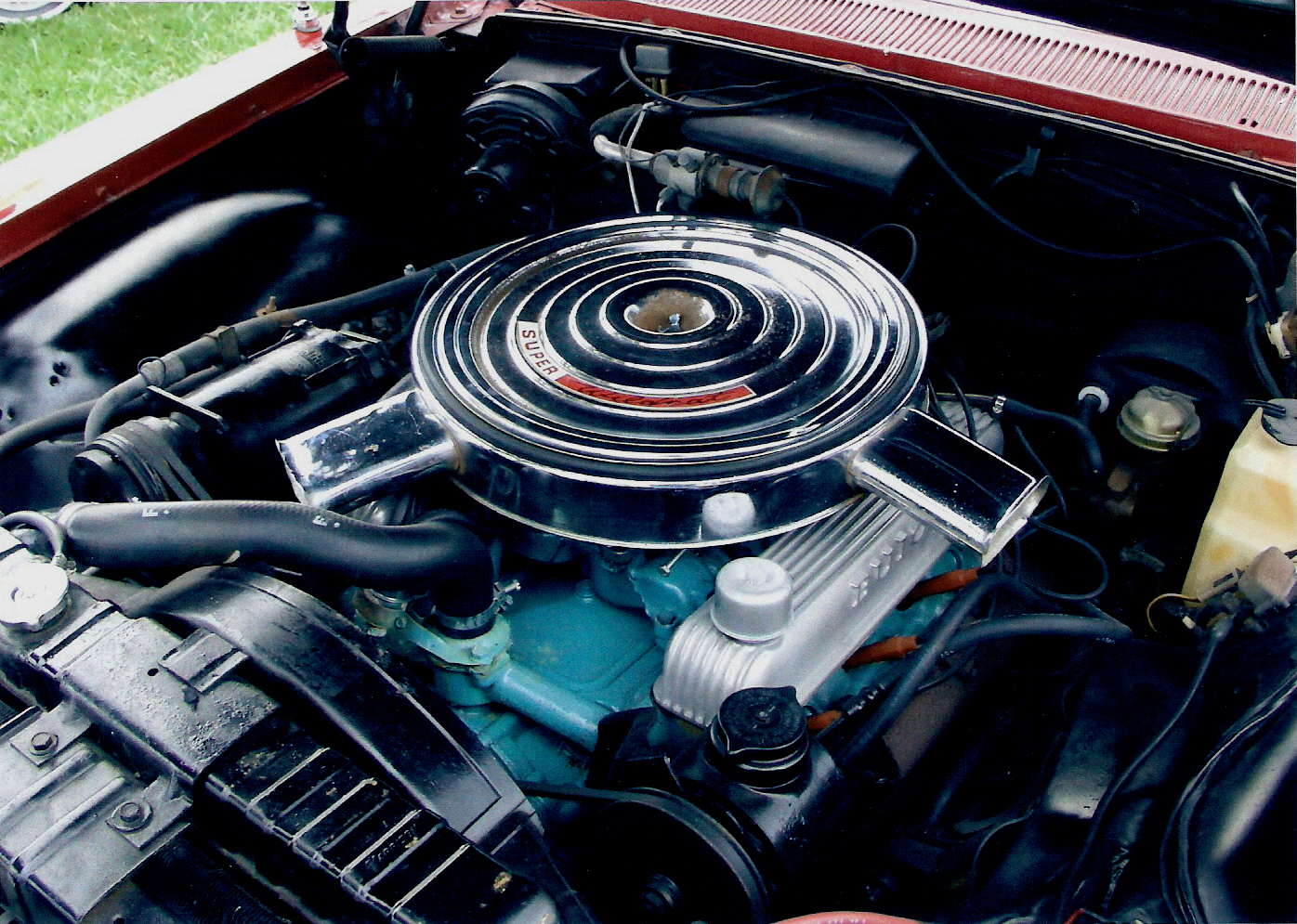
Photographie du moteur.

En 1959, Buick donna le nom « Wildcat » à ses moteurs V8, Ce nom fut utilisé sur les moteurs V8 Buick jusqu'à 1967.

## Première génération (1963-1964)
Les voitures de production portant le nom Wildcat ont été produites de 1962 à 1970.
En 1962, le nom Wildcat est introduit sur une Buick Invicta Custom 2 portes "hardtop" qui a un intérieur spécial avec une console pleine longueur, et des feux arrière différents provenant du modèle Electra 225. Comme pour la Invicta, le moteur 401pc avec carburateur à 4 corps est standard.

En 1963, tous les modèles Invicta / Invicta Custom sont remplacés par des modèles Wildcat sauf le modèle Invicta Estate Wagon qui en est à sa dernière année de production. Donc en plus du modèle 2 portes hardtop, il y a une version décapotable et 4 portes hardtop. La console centrale avec sélecteur est toujours un équipement standard dans tous les modèles deux portes et elle est disponible en option dans le modèle 4 portes. Une transmission manuelle à quatre rapports est devenue disponible en cours d'année pour remplacer la transmission automatique qui était standard.
En 1964, la gamme Wildcat s'est élargie et il est maintenant possible de commander une version avec un intérieur moins luxueux semblable à celui du modèle LeSabre ainsi un modèle 4 portes sedan. Un moteur 425 pouces cubes est disponible avec un ou deux carburateurs 4 corps dans tous les modèles. La transmission Dynaflow fait place à la nouvelle Super Turbine 400 et il est toujours possible de commander la transmission manuelle (3 rapports avec sélecteur sur la colonne de direction ou 4 rapports avec sélecteur au plancher). La console et le compte tours font désormais partie de la liste d'options sauf sur les modèles 2 portes fabriquée au Canada où elle est de série.

## Seconde génération (1965-1970)
En 1965, la Wildcat est devenue plus longue et plus arrondie et partage maintenant son châssis et son empattement de 126" avec le modèle Electra. Le nouveau châssis est de type périmétrique comme sur la plupart des autos GM de 1965. La transmission ST 400 retrouve un stator à pas variable dans son convertisseur de couple après une absence d'un an. Quatre niveaux de finition intérieure étaient disponibles, soit les finitions de base (46237, 46239, 46269) et Deluxe (46437, 46439, 46467, 46469) partagées avec les modèles LeSabre et LeSabre Custom et les modeles Wildcat Custom (46637, 46639, 46667) avec finition en vinyle exclusive au modèle Wildcat et la finition Custom en tissu dans certains modèles 4 portes fabriqués au Canada (46639 et 46669). 1965 est l'année où il y a le plus de modèles Wildcat produits (11 au total) et c'est également la seule année où la production de ce modèle dépasse les 100 000 unités. À partir de 1965, il n'est plus possible de commander les sièges baquets et la console centrale sur les modèles Wildcat 4 portes.
En 1966, le groupe d'option "Gran Sport" qui a été introduit en 1965 sur les Buick Riviera et Buick Skylark est maintenant disponible sur les modèles Wildcat 2 portes. Celui-ci comprend un moteur plus gros, des cache culbuteurs en aluminium, un filtre à air chromé, un différentiel à glissement limité avec rapport 3.42 et une suspension plus ferme. Une direction plus précise est également offerte. Les modèles de base correspondent aux modèles DeLuxe de l'année précédente. La transmission manuelle à quatre rapports avec sélecteur au plancher est discontinuée. La version "Super Wildcat" du moteur 425 avec deux carburateurs Carter AFB (2x4) était également discontinuée au début de l'année à la suite de l'introduction du carburateur Rochester Quadrajet plus gros. Toutefois, au milieu de l'année 1966, l'option 2x4 devient disponible à nouveau (seulement avec le groupe Gran Sport) mais très peu populaire.
En 1967, la version Gran Sport était discontinuée sur le modèle Wildcat mais tous les modèles recevaient le nouveau moteur V8 430pc (7L) plus puissant que tous ceux de l'année précédente.

La carrosserie était redessinée avec une ligne de profil qui rappelait les Buick du début des années 1950. Le modèle Wildcat n'était plus produit au Canada cette année-là et bien que la plupart des sources, montrent une augmentation de la production de ce modèle par rapport à l'année 1966, c'est en fait le contraire puisque la production canadienne d'avant 1967 n'y est pas comptabilisée. Le sedan 4 portes n'était plus disponible dans sa version plus luxueuse "Custom" (modèle 46669) en puisqu'il n'était produit qu'au Canada. Les freins à disques ventilés et les pneus radiaux sont maintenant disponibles en option et les tambours d'aluminium qui sont toujours en équement standard doublent leur nombre d'ailettes de refroidissement.
La Wildcat 1968 reçoit quelques retouches esthétiques, un nouveau tableau de bord, des feux de position latéraux (exigés par la réglementation américaine) et le convertisseur de couple de la transmission ST-400 perd son stator à pas variable. Le modèle de base de la décapotable (46467) est discontinué en 1968, mais toujours disponible en finition Custom (46667).
En 1969 l'empattement de la Wildcat est réduit à 123" et correspond à nouveau à celui du modèle LeSabre. La carrosserie est également redessinée et plus carrée.
Pour 1970, les modèles Wildcat de base (46437 hardtop coupe, 46439 hardtop sedan et 46469 sedan) sont remplacés par les modèles "LeSabre Custom 455" et conservent les mêmes numéros de modèle que l'année précédente et leur ornementation extérieure est maintenant celle du modèle LeSabre. Seuls les 3 modèles Wildcat Custom (46637 hardtop coupe, 46639 hardtop sedan et 46667 convertible), plus luxueux, sont disponibles. Le moteur V8 Buick est passé de 7L à 7,5L (455pc) cette année-là.
En 1971, le modèle Wildcat est remplacé dans la gamme par le modèle Centurion.